# Cantone di Aguarico
Il cantone di Aguarico è un cantone dell'Ecuador che si trova nella provincia di Orellana.
Il capoluogo del cantone è Nuevo Rocafuerte.